# 초읍중학교
초읍중학교(草邑中學校)는 대한민국 부산광역시 부산진구 초읍동에 있는 공립 중학교이다.

## 학교 연혁
- 1992년 2월 8일 : 초읍중학교 설립인가(12학급)
- 1992년 3월 1일 : 초대 윤한명 교장 취임
- 1992년 3월 6일 : 개교 및 제1회 입학식(12학급 631명)
- 1992년 5월 6일 : 개교기념 제정(교기·교표·교가 완성)
- 1994년 3월 28일 : 교사 신축 공사(도서실 1실, 특별실 5실)
- 1995년 2월 8일 : 교지 '초읍' 창간호 발간
- 1995년 5월 28일 : 교사 4실 증축, 식당 1동 신축
- 1995년 11월 6일 : 부산광역시교육청 지정 국어과 연구학교 운영 발표
- 2000년 5월 9일 : 2001학년도 1학기부터 남녀 공학으로 인가
- 2005년 9월 23일 : 도서관 리모델링(한빛 글나루 개관)
- 2006년 10월 30일 : 부산광역시교육청지정 토론교육 연구학교 발표회
- 2010년 3월 1일 : 교과교실제 C형 운영학교 지정
- 2010년 3월 3일 : 부산광역시교육청 '2009 개정교육과정 연구학교' 로 지정
- 2011년 5월 1일 : 창의·인성 모델학교 지정(~ 2015.02.28)
- 2012년 1월 1일 : 별관(꿈나래관) 준공
- 2017년 11월 8일 : 자율학교 운영(운영영역 부산다행복학교) (2018.03.01~2022.02.28)
- 2022년 1월 13일 : 다행복나눔학교 운영지정 (2022.3.1~2026.2.28)
- 2024년 3월 1일 : 제15대 조용철 교장 취임
- 2025년 2월 6일 : 제31회 졸업식(171명) 총 졸업생 8,884명
- 2025년 3월 4일 : 제34회 입학식(7학급 186명)

## 참고 자료
- 초읍중학교 - 한국교육학술정보원 학교알리미